# Mesapamea i-niger
Mesapamea i-niger är en fjärilsart som beskrevs av Adrian Hardy Haworth 1809. Mesapamea i-niger ingår i släktet Mesapamea och familjen nattflyn. Inga underarter finns listade i Catalogue of Life.